# Nepenthes bellii
Nepenthes bellii K.Kondo, 1969 è una pianta carnivora della famiglia Nepenthaceae, endemica delle isole di Mindanao e Dinagat, nelle Filippine, dove cresce a 0–800 m.